# Jean-Louis Terrangle
Jean-Louis Terrangle né le 2 août 1949, est un comédien, metteur en scène et auteur  français. Biographie
Jean-Louis Terrangle fréquente le Conservatoire d'art dramatique à Marseille dès l'âge de quatorze ans. Devenu adulte, il monte à la capitale pour devenir comédien. Il accède à la célébrité télévisée grâce au rôle de Monsieur Du Snob dans l'émission pour la jeunesse L'Île aux enfants (1974-1982) puis il tient le rôle de l'extra-terrestre Tirok dans le Le Village dans les nuages (1982-1986). Le père dans "la famille Bott".
Au moment où l'épidémie de sida s'intensifie et après avoir perdu son conjoint, il choisit de devenir psychothérapeute. et co-crée avec Marie de Hennezel l'association Bernard Dunant - Sida et Ressourcement. Il ne quitte pas pour autant le monde du théâtre en prenant la responsabilité des relations avec le public au festival d'Avignon. (1993-2001)
Il continue à jouer, écrire et mettre en scène
entre autres avec la compagnie du bonheur vert en Bourgogne.

## Télévision
- 1974-1982 : L'Île aux enfants (série télévisée) - Monsieur Du Snob.
- 1982-1986 : Le Village dans les nuages (série télévisée) - Tirok.
- 1986-1987 : La Vie des Botes (sitcom franco-canadienne) - Roland Botes.

## Théâtre
- 2024 : écrit et joue "La traversée de l'oubli" sur la maladie d'Alzheimer, mis en scène par Simon Bourgade;
- 2022 : écrite et met en scène "Le dernier plaisir de Rose", sur la violence faite aux femmes. Joué par Gaëlle About
- 2018 : Adapte et joue le coeur sec de Jules Renard avec Anaïs Pin, violoncelliste.
- 2016 : Joue le rôle de Gabiel Voisin, le vieux constructeur.
- Depuis 2015, est comédien, metteur en scène et auteur de plusieurs pièces dans la compagnie du Bonheur vert.
- 1991 : Sing Jazz, mise en scène d'un groupe de chanteurs de Jazz à New-york.
- 1988 : Renaud et Armide de Jean Cocteau, mise en scène de Jean-Louis Terrangle
- 1985 : Dieu, Shakespeare et Moi de Woody Allen, mise en scène de Jean-Louis Terrangle
- 1984 : Crée la compagnie du théâtre singulier.
- 1984 : Organise un événement inter-ministériel sur la ville de Meaux : Manger ou être mangé.
- 1983 : Le médecin malgré lui de Molière, mise en scène au théâtre du Gymnase en matinées classiques
- 1983 : Jeux de mots, mise en scène de Jean-Louis Terrangle
- 1976 : L'Orchestre de Jean Anouilh, mise en scène de Jean-Louis Terrangle

## Publications
- 2011 : La Présence : construire un avenir plus humain, éd. L'Harmattan  (ISBN 978-2-296-56134-2)
- 2002 : La Caresse de l'ange, éd. Presses de la Renaissance  (ISBN 978-2-8561-6843-1)
- 1999 : Premiers silences, éd. Fenêtres du Dharma  (ISBN 978-2-86487-023-4)
- 1994 : Ma vie avec Monsieur Du Snob, Pézilla-la-Rivière, éd. DLM ...Car rien n'a d'importance  (ISBN 978-2-87795-047-3) (avec une présentation de Marie de Hennezel)

## Distinctions
- Chevalier de l'ordre national du Mérite